# Линёва, Евгения Эдуардовна
Евгения Эдуардовна Линёва (28 декабря 1853 года [9 января 1854 года], Брест-Литовск Гродненской губернии — 24 января 1919 года, Москва) — русская певица (контральто), музыкальный фольклорист, хоровой дирижёр, общественный деятель.

## Биография
Родилась 28 декабря 1853 года в Брест-Литовске. Дочь Эдуарда Густавовича фон Паприца (1816—1870 гг.) — преподавателя военных дисциплин в кадетском корпусе в Брест-Литовске и Анны Константиновны фон Паприц — певицы, ученицы М. И. Глинки. Сестра К. Э. Паприца.
В 1874 г. окончила Екатерининский институт в Москве. Пению училась у Дж. Росси в Петербургской консерватории, у М. Маркези в Вене. Выступала как оперная певица в Вене, Будапеште, Париже и Лондоне, пела в симфонических концертах под управлением Н. Г. Рубинштейна в Москве, Саратове. В 1882—1883 гг. выступала на сцене Большого театра.
Была участницей революционного движения: в 1882—1884 гг. входила в московское студенческое нелегальное «Общество переводчиков и издателей», издавала труды К. Маркса, Ф. Энгельса. Живя в Лондоне в 1884 году, переписывалась с Энгельсом. В 1880е годы стала женой революционера — инженера Александра Логиновича Линёва. В 1890—1896 гг. жила вместе с мужем в эмиграции в Великобритании и США; в Лондоне, а затем в Нью-Йорке организовала русский хор.
Собирание народных песен начала в 1880-е годы, продолжила по возвращении в Россию из эмиграции. Для записи с 1897 г. использовала фонограф, усовершенствованный её мужем. Первой из русских фольклористов точно зафиксировала образцы народного многоголосия. С 1902 г. секретарь Музыкально-этнографической комиссии. В 1897—1910 гг. совершила ряд фольклорных экспедиций по России, Украине и Казказу, в 1913 г. записывала славянский музыкальный фольклор в Австро-Венгрии. В 1906—1913 гг. руководила хором Пречистенских курсов для рабочих, основанным ею и В. А. Булычёвым в Москве в 1900 г. С 1906 г. преподавала в Народной консерватории в Москве, где вела классы сольного и хорового пения.
Скончалась 24 января 1919 года в Москве.
Награждена малой серебряной медалью Императорского Русского географического общества (1899, 1911).

## Сольный репертуар
Партии в «Stabat Mater» Дж. Перголези, в операх «Жизнь за царя» (Ваня) и «Руслан и Людмила» (Ратмир) М. И. Глинки, «Опричник» П. И. Чайковского, «Фауст» Ш. Гуно (Зибель).
Романсы и песни М. А. Балакирева, П. И. Чайковского, О. И. Дютша, Дж. Мейербера, Й. Дессауэра.

## Труды
- Об организации хоров. Доклад, прочитанный на II Всероссийском съезде сценических деятелей в Москве. — Русская музыкальная газета. — 1901, № 15.
- Деревенские песни и певцы // ЭО. 1903. № 1. С. 78-97.
- Опыт записи фонографом украинских народных песен // Труды музыкально-этнографической комиссии… Т. 1. М., 1906. С. 219—268.
- Великорусские песни в народной гармонизации: Записаны Евгенией Линёвой. — СПб., 1904. Вып. 1; Вып. 2. — 1909.
- Начальные основы музыки. (Лекции для первого курса хорового класса Народной консерватории). — М., 1909.
- Всеобщая перепись народных песен в России. — М., 1914.
- Песни старой деревни: Из писем Е. Линёвой / Е. Э. Линёва // Сов. музыка, 1955, № 3. — С. 78-81.
- Жива ли народная песня? / Е. Э. Линёва // Русская мысль о музыкальном фольклоре. — М., 1979. — С. 253—257.
- Двадцать русских народных песен в ранних звукозаписях Е. Линевой, М. Пятницкого, З. Эвальд, Е. Гиппиуса 1897—1935 / Составление, нотирование и общая редакция Е. В. Гиппиуса. М., Советский композитор, 1979. — 68 с.